# Jewgienij Cukanow
Jewgienij Efimowicz Cukanow, (ros.) Евгений Ефимович Цуканов, (pol.) Eugeniusz Cukanow (ur. 7 grudnia?/19 grudnia 1897 w miejscowości Nowy Krupiec na Białorusi, zm. 27 lutego 1966 w Moskwie) – radziecki generał pochodzenia żydowskiego, major kwatermistrzostwa Armii Czerwonej, generał brygady ludowego Wojska Polskiego.

## Życiorys
Pochodził z rodziny robotniczej. Ukończył jako eksternista gimnazjum. Po rewolucji październikowej wstąpił do Gwardii Czerwonej, potem Armii Czerwonej. Dowódca drużyny, a od listopada 1918 dowódca plutonu. Od czerwca do października 1919 przebywał na kursie w szkole czerwonych dowódców przy 12 Armii. W 1920 wstąpił do partii komunistycznej. Od 1923 dowódca batalionu, 1925 skończył kurs dla dowódców w Charkowie i został dowódcą kompanii. W latach 1925–1928 studiował w Akademii Wojskowej im. M. Frunzego w Moskwie, potem został szefem sztabu 3 Pułku Strzeleckiego. Od 1929 służył w sztabie Moskiewskiego Okręgu Wojskowego, od 1930 w sztabie Leningradzkiego Okręgu Wojskowego, był szefem Oddziału. W latach 1936–1937 był dowódcą 47 Pułku Strzeleckiego. W latach 1937–1940 był attaché wojskowym przy Ambasadzie ZSRR w Estonii; funkcję tę pełnił do momentu aneksji Estonii przez ZSRR. Od lipca do grudnia 1940 pozostawał w dyspozycji Zarządu Wywiadowczego Sztabu Generalnego Armii Czerwonej. Od 1940 był dowódcą 123 Dywizji Strzeleckiej, od stycznia 1942 dowódcą 70 Dywizji Strzeleckiej, w latach 1942–1943 zastępcą dowódcy – szefem tyłów 55 Armii Frontu Leningradzkiego, a 1943–1944 – 67 Armii. Od 29 października 1943 generał major kwatermistrzostwa.
8 maja 1944 został skierowany do WP, od 15 czerwca 1944 do października 1945 był kwatermistrzem – zastępcą dowódcy 1 Armii WP ds. tyłów. 
W styczniu 1946 powrócił do ZSRR. Ukończył wyższe kursy przy Wyższej Akademii Wojskowej im. K. Woroszyłowa. Od 1947 do 1948 był zastępcą szefa tyłów Nadbałtyckiego Okręgu Wojskowego. Od 1948 do 1961 był szefem Wojskowej Akademii Tyłów.

## Ordery i odznaczenia
- Order Lenina (ZSRR, 21 lutego 1945)
- Order Czerwonego Sztandaru (ZSRR, 21 lutego 1944, 11 marca 1944, 24 czerwca 1948)
- Order Czerwonej Gwiazdy (ZSRR, 5 maja 1943)

- Order Kutuzowa II stopnia (ZSRR, 31 maja 1945)
- Medal „Za obronę Leningradu” (ZSRR, 1 lutego 1944)
- Medal „Za zdobycie Berlina” (ZSRR, 9 maja 1945)
- Medal „Za Wyzwolenie Warszawy” (ZSRR, 19 czerwca 1945)
- Medal „Za zwycięstwo nad Niemcami w Wielkiej Wojnie Ojczyźnianej 1941–1945” (ZSRR, 9 maja 1945)
- Order Krzyża Grunwaldu III klasy (11 maja 1945)[1]